# Пикуловичі
Пикуло́вичі (часто використовується назва Пікуловичі) — село в Україні, у Новояричівській селищній об'єднаній територіальній громаді Львівського району Львівської області.

## Географія
Село розташоване за 15 км на схід від м. Львова.
Входить до складу Новояричівської об'єднаної територіальної громади. 

## Назва
За польського періоду до 1939 року село називалось Пікуловіце (пол. Pikułowice), а до 1991 року під час радянської окупації — Пікуловичі (рос. Пикуловичи).
День села відзначається в останню неділю червня.
Транспортний зв'язок — маршрутні таксі (№ 121); залізниця Львів-Київ (зупинка «1460 кілометр»)

## Символіка
28 жовтня 2011 року рішенням сесії Пикуловичівської сільської ради були офіційно затверджені геральдичні символи — прапор та герб села Пикуловичі. Прапор оформлено у вигляді квадратного синього полотнища з жовтим косим хрестом на якому розташовані дві перехрещені червоні піки, навколо них чотири білі наконечники стріл. Герб села Пикуловичі оформлено у вигляді геральдичного однодільного щита. На синьому полі щита золотий косий хрест. На хресті дві червоні перехрещені піки. Навколо пік чотири срібні наконечники стріл. Щит вписано у декоративний картуш, який увінчано сільською короною (вінцем) з колосків, яка вказує на статус населеного пункту. Герб є промовистим.
Прапор та герб села Пикуловичі були розроблені Українським геральдичним товариством, їхніми авторами є Андрій Ґречило та Руслан Серцелевич.
Згідно з прийнятим рішенням прапор та герб села Пикуловичі є символом територіальної громади села.

## Історія
Засноване близько 1242 року. Назва села очевидно походить від основного виду зброї, якою населення оборонялось від нападу татар, і яка виготовлялась самим населенням. Це була «піка», якою кололи ворога.
Перші згадки про село датуються ще з 1464 року. Згідно свідчень тодішніх архівів, село називалось саме як Пикуловичі (ориг. Pyekulowycze [Архівовано 31 грудня 2016 у Wayback Machine.]). Львівський земський суддя Петро з Бранча та підсудок Іван з Високого свідчать, що італієць Барнаба де Неґроно з Генуї за згодою короля Казимира записав своє село Пикуловичі, Львівського повіту на користь фундованого ним вівтаря у Львівському кафедральному костелі.

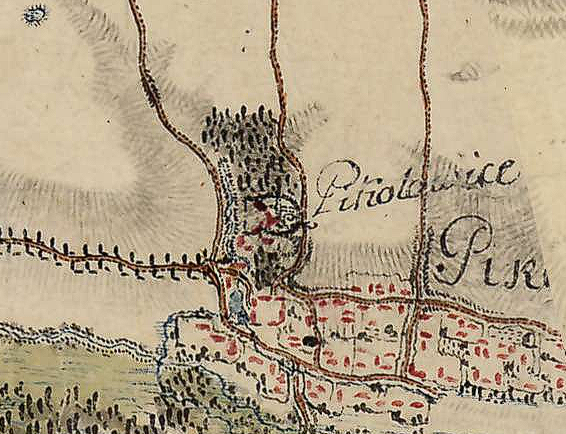
Пикуловичі на мапі Ф. фон Міга XVIII ст. Видно оборонний двір, фундамент і вали якого збереглись до наших днів

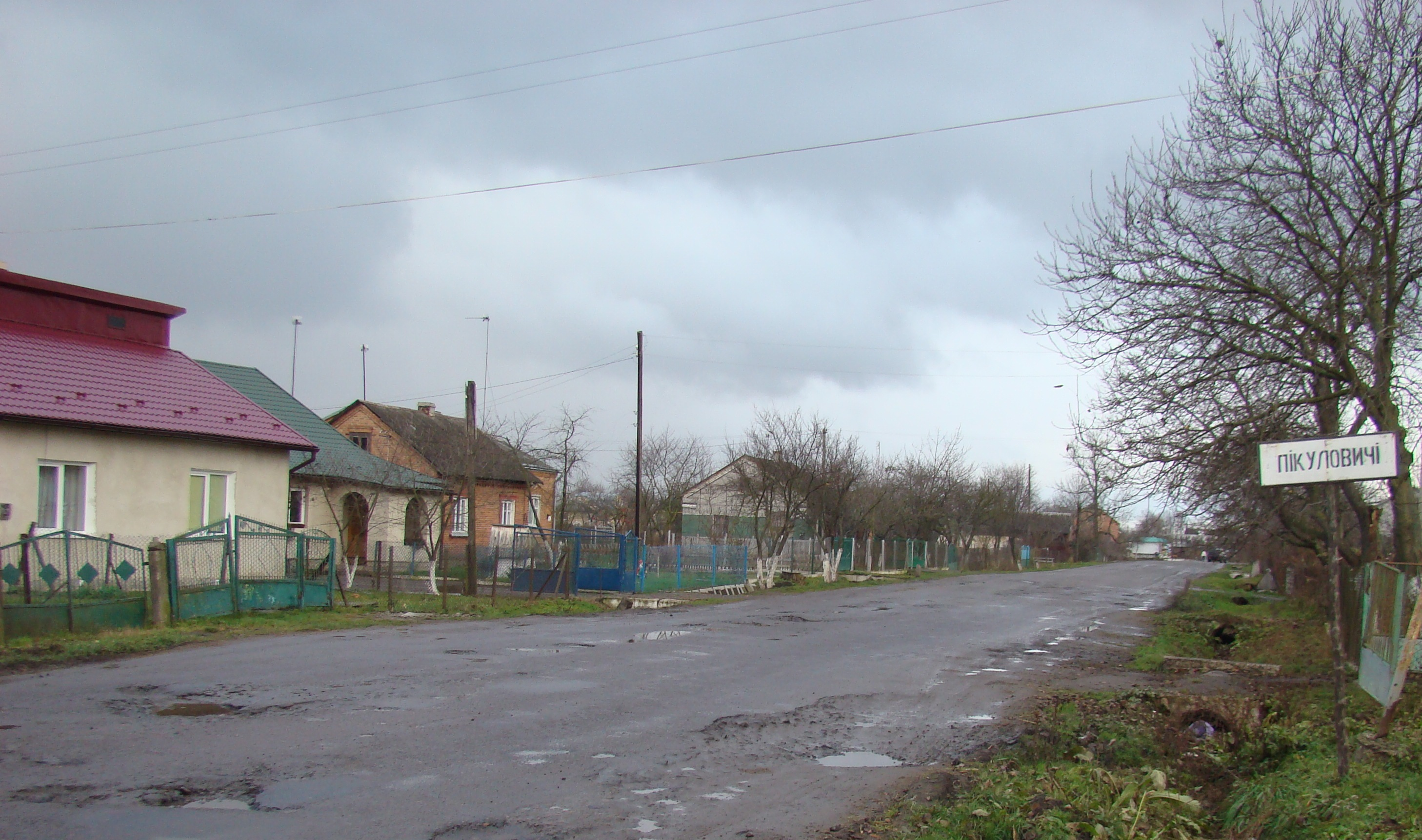
Початок села Пикуловичі

У податковому реєстрі 1515 року в селі документується піп (отже, уже тоді була церква), шинок і 6 ланів (близько 150 га) оброблюваної землі.

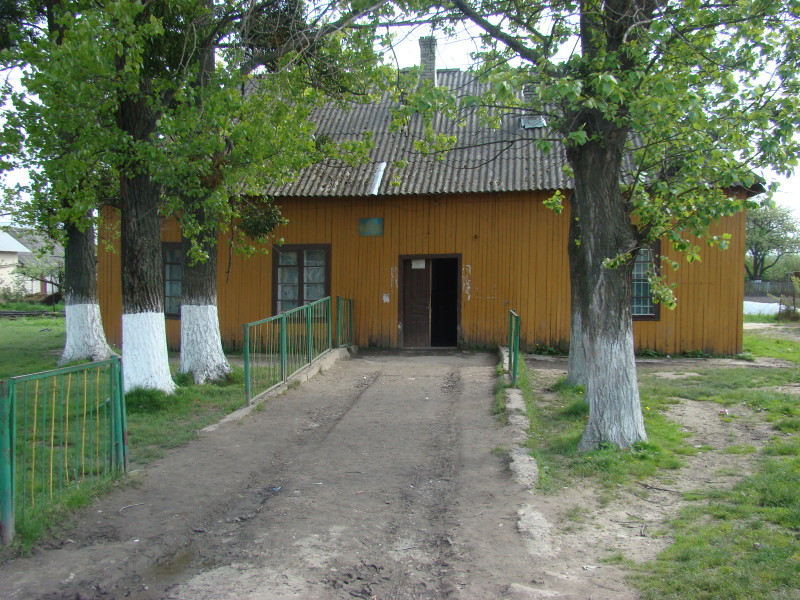
Пикуловицький бійцівський клуб

У 1654 році, під час реєстрації сіл Львівського староства у 1654 в селі Пикуловичі було 15 кметів, які платили 6 злотих річного.
Під час визвольного походу Богдана Хмельницького, військо якого наступали на Львів, у час битви з поляками, село Пикуловичі, як і інші села Львівщини, дуже потерпіло. У 1649 році частина села була спалена, тому, в 1661 році було тільки вісім кметів. Коли селянсько-козацька армія Богдана Хмельницького двічі проходила через село, селяни підтримували і допомагали їй.
Після приєднання Галичини до Австро-Угорщини в 1772 році, село поволі зростає і розбудовується. У 1792 році побудована нова церква, яка організувала духовне життя селян. Парохом був о. Лев-Людовік Малецький. А після нього став о. Іллярій Пачовський 1842 року народження, москофіл за переконанням. О. Іллярій помер в Пикуловичах 30 листопада 1913 року на 72 році життя. При ньому у 1892 році селяни збудували нову цегляну дзвіницю, яка стоїть і по сьогодні.

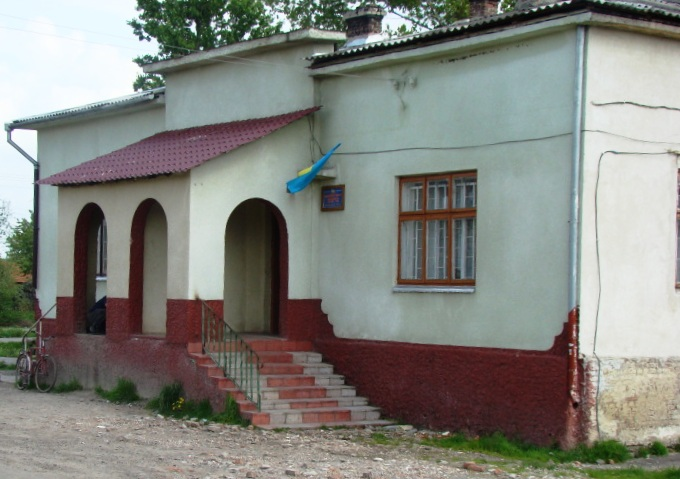
Пикуловицька сільська рада

У 1860 році було закінчено будівництво залізниці. І в 1869 році через село по новозбудованій колії пройшов перший поїзд із Львова до Бродів. В історії села це була визначна подія, яка, образно кажучи, змінила життя його мешканців. Люди із дивуванням спостерігали дивну істоту, яка пихкаючи парою, котилася залізничною колією неподалік села. Залізниця зробила свою справу. Насамперед, став активізуватись процес полонізації. Адже залізничники були переважно поляками, які в числі інших почали оселятися в селі. Інтенсивний наплив поляків був ще й у зв'язку з тим, що частина земель належала польському панові, поміщикові, після смерті якого, землі були передані ксьондзам Львівського костелу «Катедра».
Львівська римо-католицька митрополича капітула ставши власником ряду поселень у Галичині у XVI ст. (їй належало 10 сіл), тим самим перетворилася на одного з впливових ктиторів унійних парафій у своїх маєтностях. Цим і пояснюється наявність у її архіві численних копій протоколів генеральних візитацій церкви с. Пикуловичі (згадане поселення було придбане капітулою ще 1469). Описи місцевого храму 1741 та 1765 рр., скопійовані наприкінці XVIII — на початку XIX ст. з візитаційних книг Львівської унійної консисторії, містили докладний опис не лише земельних угідь, але й церковного опорядження, храму, дзвіниці, а також відомості про пароха.
У селі поруч з українцями жили і поляки, які теж хотіли мати свій духовний центр. Отже 300 вірних римо-католиків заявили: «Корчму заваліць — костьол — поставіць». І у вересні 1920 року в селі був посвячений костьол. З початку XVI ст. у Пикуловичах єдиним власником були каноніки капітулу Львівського кафедрального костелу. Так тривало аж до Другої світової війни.
Одним з найвідоміших учасників підпілля ОУН, яке діяло в селах Львівського району, був мешканець села Пикуловичі Іван Лаба, псевдонім «Кармелюк». З самого початку німецької окупації 1941 року він став боротись проти займанців. За приналежність до ОУН та виконання обов'язків станичного нацисти арештували його та кинули до концентраційного табору «Освенцім». Звідки пізніше йому вдалося утекти. Опісля війни, Іван Лаба продовжив боротьбу з енкаведистами. 1952 року він загинув у нерівному бою. Його ім'ям названо одну з вулиць села.
Перший колгосп було створено в 1947 році. Головою його був Барабаш Михайло. Худобу забирали в основному в тих людей, які були вивезені в Сибір. Колгосп належав до Ново-Яричівського району. Основними видами діяльності було виробництво молока, м'яса, овочевих та зернових культур.
Разом з колгоспом на території села функціонувало дослідне господарство, підпорядковане Західноукраїнському науково-дослідному інституту землеробства і тваринництва, яке селяни називали «Опитна станція».
В результаті різноманітних реорганізацій колгосп змінював свою назву. Найдовше був колгосп «Зоря комунізму». Згодом реорганізувався в радгосп «Жовтневий», уже тогочасного Пустомитівського району. За час свого існування колгосп завжди був передовим. За час проведення реорганізацій село втратило багато сільськогосподарських угідь в тому числі і орної землі, які відійшли до Ямполя та Борщович. Однак на початку 1990-х колгосп прийшов в занепад і зрештою припинив своє існування.
Сьогодні Пикуловичі — велике сучасне село з мальовничими краєвидами.
У 1995 році в Пикуловичах була створена сільська Рада. Першим її головою був Барабаш Богдан Богданович.
У 2006 році головою сільської ради було обрано Марцінківа Володимира Ярославовича. У жовтні 2010 року його було переобрано на другий термін та у жовтні 2015 переобрано на третій термін.
Депутатський корпус складається з 14 депутатів, які представляють інтереси виборців 14 округів, на які поділене село Пикуловичі.

## Населення
У селі проживають близько 1600 мешканці станом на 2025 рік; більшість займається сільським господарством (тваринництво, конярство, птахівництво, рільництво — одноосібне господарювання, відсутність сіль.-госп. техніки)
За даним всеукраїнським переписом населення, у селі мешкало 1624 особи. Мовний склад села був таким:
| Мова       | Число ос. | Відсоток |
| ---------- | --------- | -------- |
| українська | 1 618     | 99,63    |
| російська  | 3         | 0,18     |
| білоруська | 1         | 0,06     |
| інші мови  | 2         | 0,13     |

## Інфраструктура
В селі працюють 3 крамниці та один медичний акушерський пункт, що надає базову медичну допомогу, є сільський клуб, Пикуловицька середня загальноосвітня школа, побудована в 1991 році під керівництвом директора школи Булеци Михайла Михайловича та активній участі педагогічного колективу школи і громадськості села. Мешканці села високо оцінили заслуги директора школи, встановивши посмертно йому пам'ятну меморіальну дошку на школі.
У селі Пикуловичі є можливість підключення до провідного Інтернету компанії «Радіо Нетворк [Архівовано 9 січня 2016 у Wayback Machine.]» та безповідного Інтернету по радіоканалу компаній «Радіо Сервіс [Архівовано 6 березня 2016 у Wayback Machine.]» та AZ — Techno [Архівовано 7 травня 2012 у Wayback Machine.] а також по технології 4G мобільних операторів Київстар, lifecell та Vodafone.

Пикуловицька загальноосвітня школа
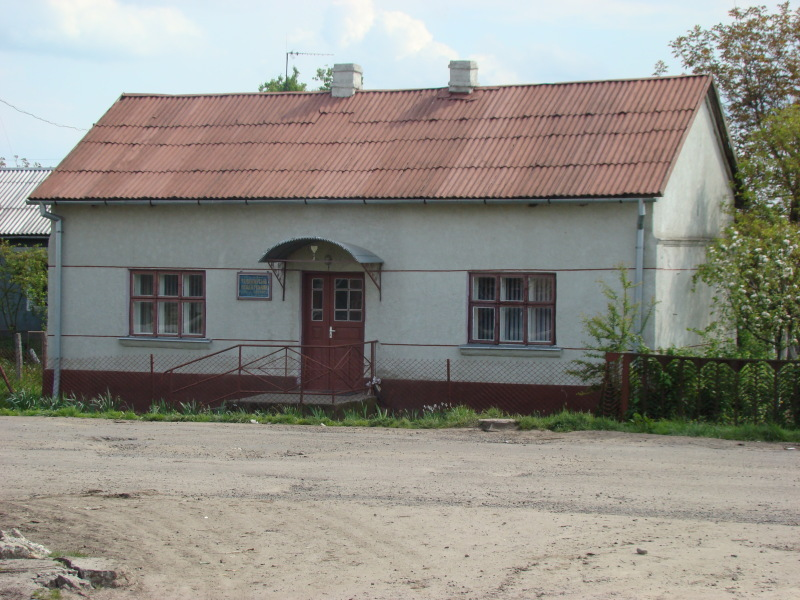
Фельдшерсько-акушерський пункт

## Церкви
- Церква Собору Пресвятої Богородиці (дер.) збудована у 1792 р. (УГКЦ). Внесена до реєстру пам'яток архітектури національного значення за охоронним номером 478.
- Церква Собору Пресвятої Богородиці (мурована, колишній костел) збудована у 1920 р. Належить до Пустомитівського деканату, Львівської єпархії ПЦУ.

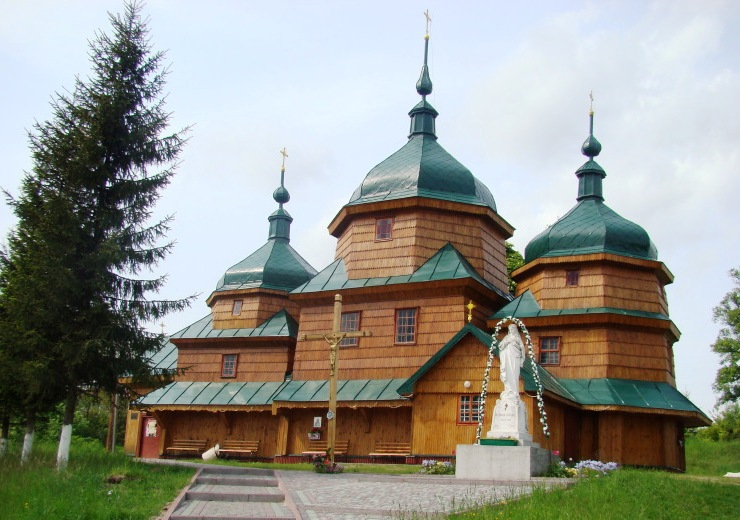
Церква Собору Пресвятої Богородиці УГКЦ
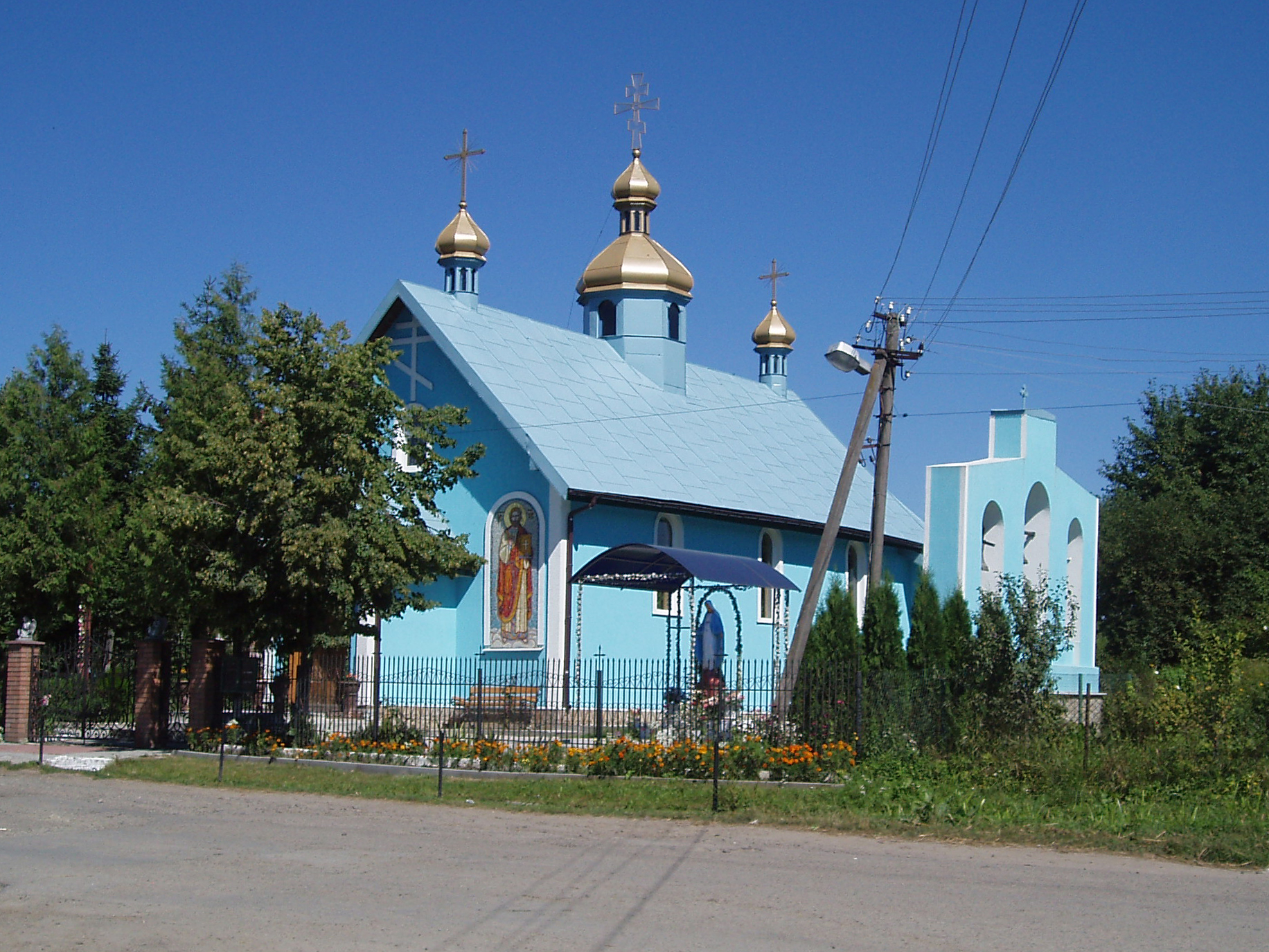
Церква Собору Пресвятої Богородиці ПЦУ

## Відомі особистості
В поселенні народився:
- Максимець Роман Іванович (* 1966) — український селекціонер.